# Sandsborg

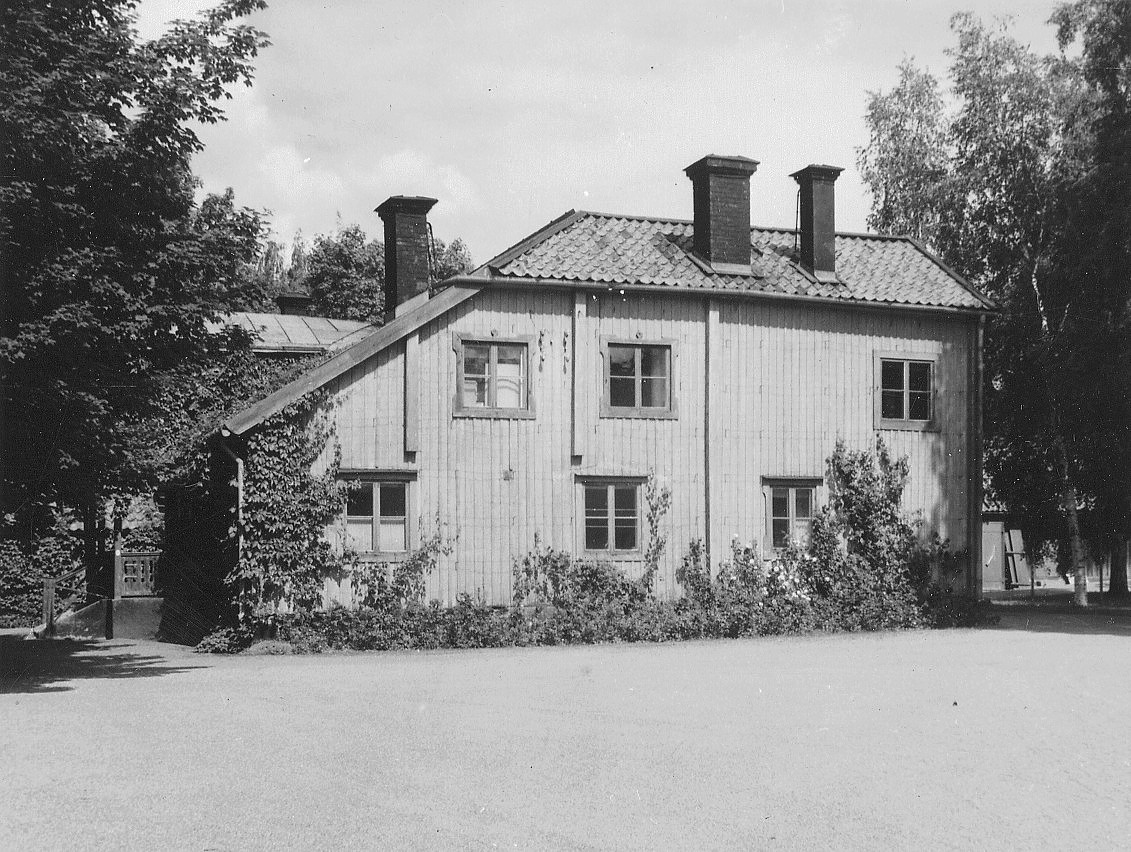
Huvudbyggnaden i augusti 1957.

Sandsborg var en gård och ett värdshus i nuvarande Gamla Enskede i Söderort. Gården gav namnet åt bland annat Sandsborgskyrkogården och Sandsborgs tunnelbanestation samt Sandsborgsvägen (1913), Sandsborgskroken (1925) och Sandsborgsplan (1966).

## Historik

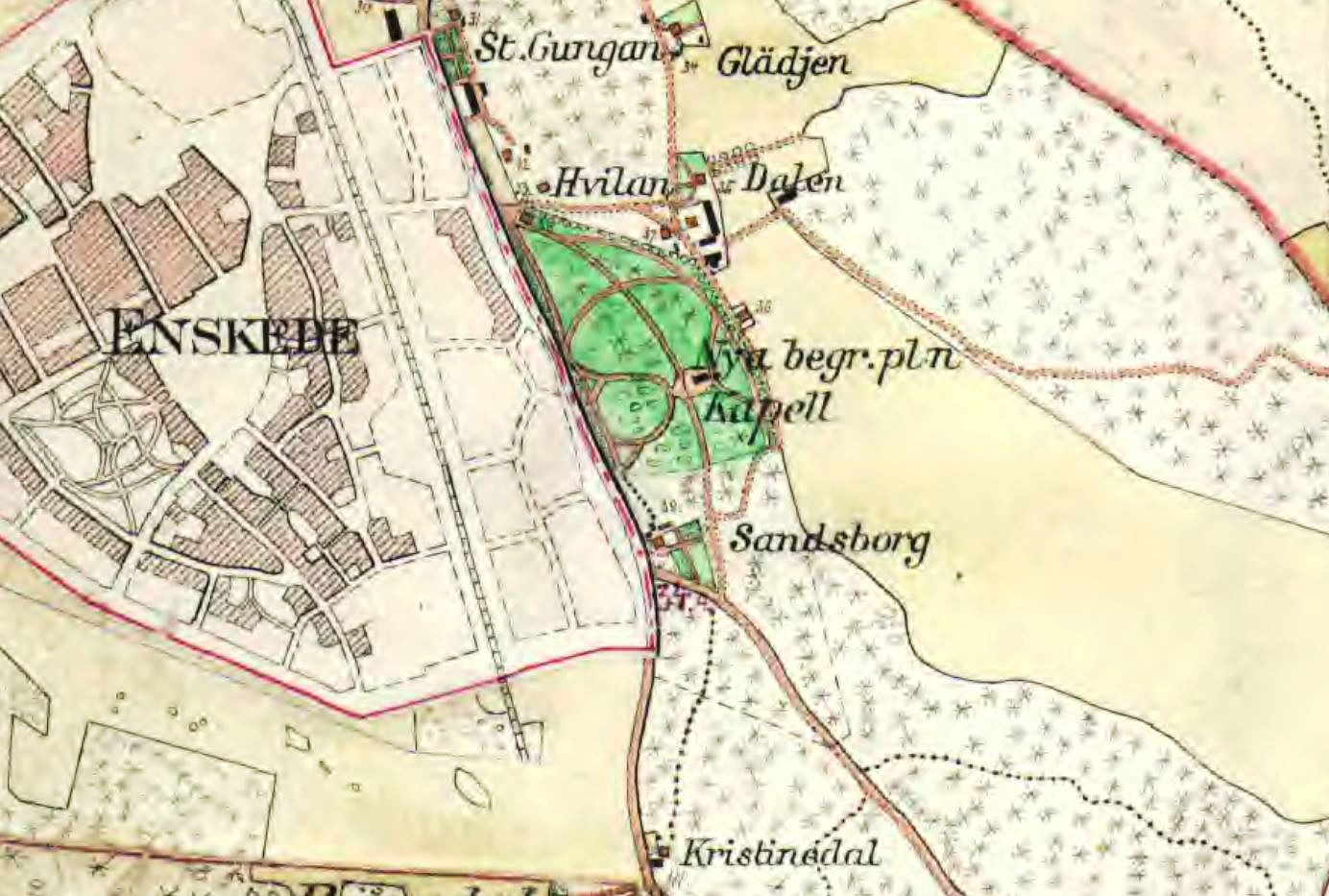
Sandsborg och Nya Södra begravningsplatsen, 1905.

Sandsborg var tillsammans med Dalen och Stora Gungan en av flera arrendegårdar som lydde under godset Enskede gård. Förleden ”sand-” härrör från sand och grus som finns i Stockholmsåsens fortsättning söderut. Här låg flera grustäkter, exempelvis Skogsåsen vid Dalen och på norra delen av dagens Skogskyrkogård. 
Bostället Sandsborg är omnämnt 1782 och bestod av en huvudbyggnad, en stuga, en stallänga och flera mindre ekonomibyggnader. Gården låg vid vägskälet mellan den gamla färdvägen mot Dalarö, idag Gamla Dalarövägen och landsvägen mot Tyresö, idag Gamla Tyresövägen. Här var en lämplig plats att inrätta en krog.
Sandsborgs värdshus öppnade 1803 i gårdens huvudbyggnad och blev ett välbesökt och välkänt ställe under 1800-talet. Intill Sandsborg förvärvade Maria och Katarina församlingar ett område och började där anlägga en kyrkogård vilken invigdes 1895 och som till en början kallades Nya Södra begravningsplatsen och senare Sandsborgskyrkogården.
Sandsborgs gårds byggnader fanns länge kvar i sydvästra delen av kyrkogården och nyttjades en tid som kyrkogårdsförvaltningens expedition. Huvudbyggnaden genomgick då en del moderniseringar för att kunna användas som kontor och expeditionslokal. Bebyggelsen revs först i november 1957 när kyrkogården utökades ner mot hörnet Sockenvägen / Gamla Dalarövägen. Vid rivningen påträffades våder av handmålade 1700-talstapeter i södra vindskammaren.

## Bilder

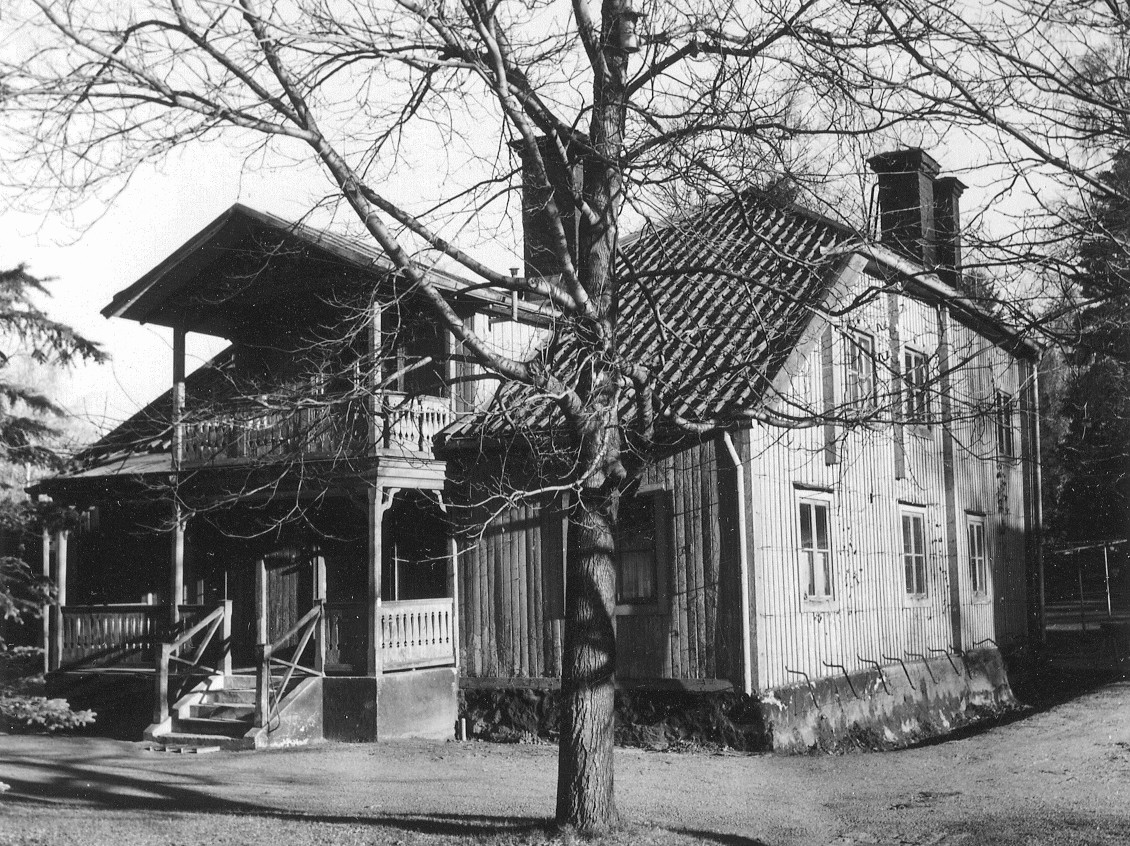
Huvudbyggnaden i november 1957.
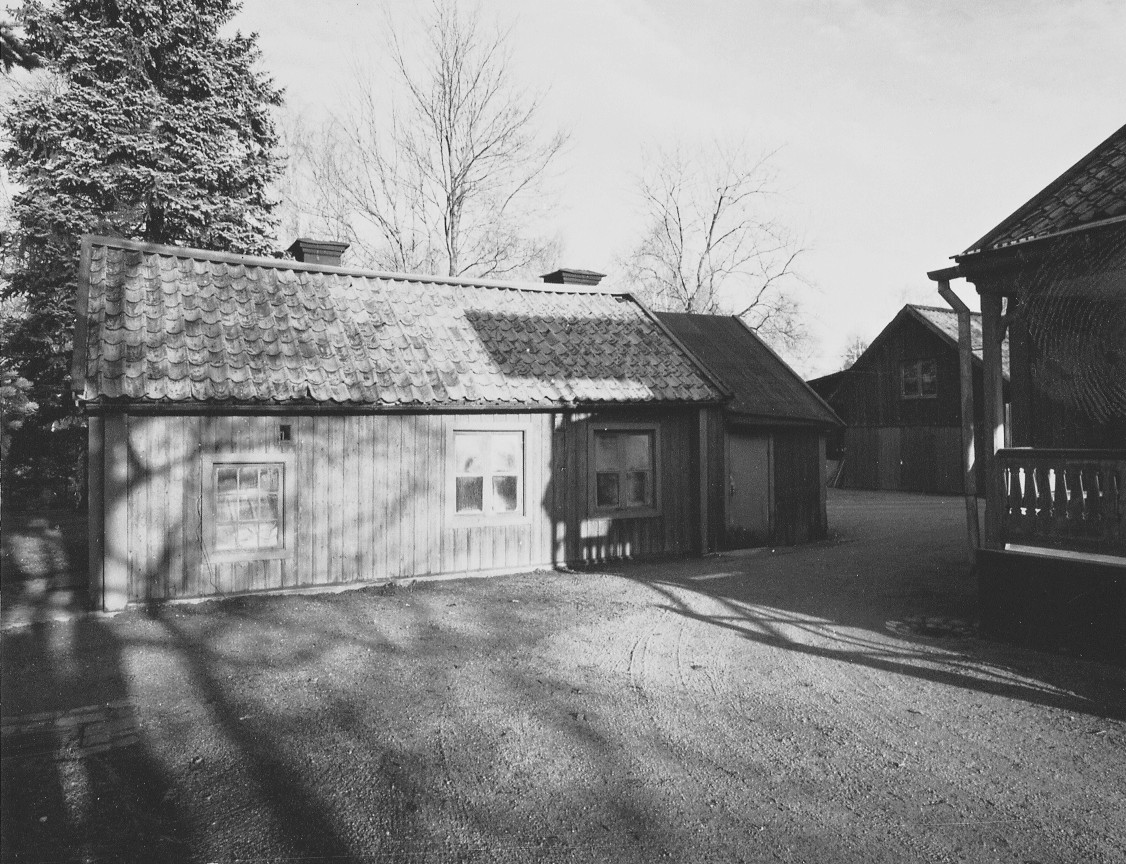
Stugan i augusti 1957.
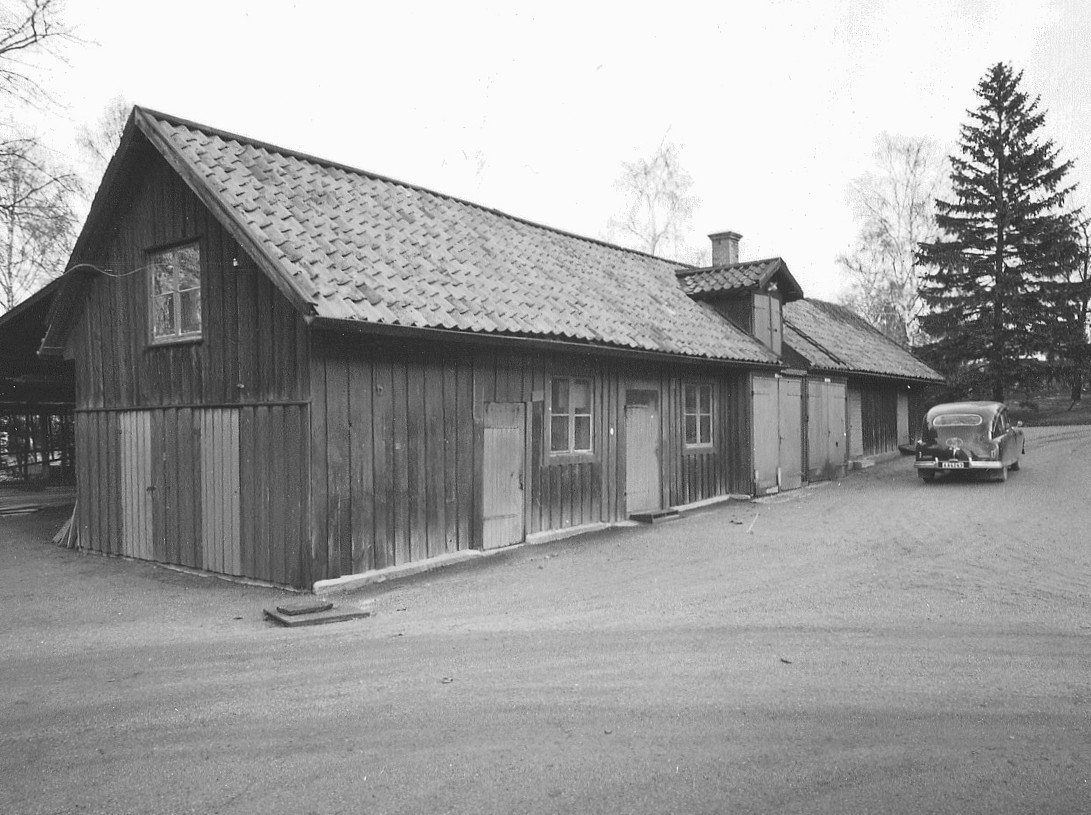
Stallängan i augusti 1957.
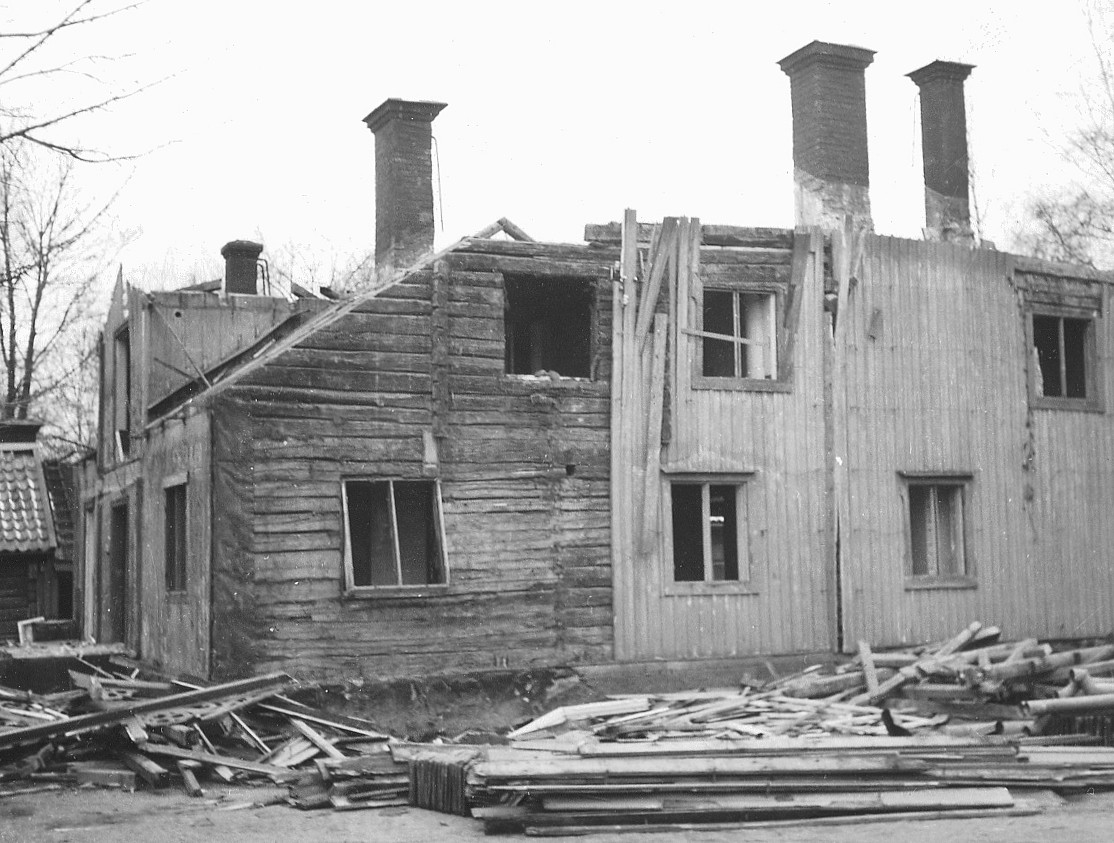
Rivning av huvudbyggnaden i november 1957.